# Erik Gabrielsson
Erik Yngve Gabrielsson, född 7 juli 1913 i Umeå landsförsamling, död 13 november 1993 i Johannebergs församling i Göteborg, var en svensk maskiningenjör och direktör. Han var son till riksdagsmannen Nils Gabrielsson.
Gabrielsson avlade examen vid Kungliga tekniska högskolan (KTH) 1938. Han var verkställande direktör för Nordiska Värme AB från 1953 och var ledamot av Utbildningsrådet för maskinteknik från 1964. Han invaldes 1965 i Ingenjörsvetenskapsakademien.
Gabrielsson är begravd på Backens kyrkogård i Umeå.